# Joseph Huang Bingzhang

Bischofswappen von Joseph Huang Bingzhang

Joseph Huang Bingzhang (chinesisch 黄炳章, Pinyin Huáng Bǐngzhāng; * Januar 1967 in Han, Guangdong, Volksrepublik China) ist ein chinesischer Geistlicher und römisch-katholischer Koadjutorbischof von Shantou.

## Leben
Joseph Huang Bingzhang empfing 1991 das Sakrament der Priesterweihe.
Am 11. Mai 2011 wurde er durch die Chinesische Katholisch-Patriotische Vereinigung zum Koadjutorbischof von Shantou ernannt. Joseph Huang Bingzhang empfing am 14. Juli desselben Jahres die Bischofsweihe. Papst Franziskus erkannte die Ernennung am 22. September 2018 an.